# Вануа-Лава (вулкан)
Вануа Лава (англ. Suretamatai, фр. Seret(i)mat) — активный комплекс вулканов, расположенный на одноимённом острове, относящегося к островам Банкс в архипелаге Новые Гебриды, Вануату.

## География
Находится в провинции Торба. Населённые пункты находятся на южном побережье острова. Ближайший крупный населённый пункт под названием Сола находится в 5 км к юго-востоку от центра вулкана. В радиусе 10 км проживает более 3,5 тысяч человек. Склоны Вануа-Лава покрыты влажными тропическими лесами, часть почв используется под плантации кокосовых пальм. Молодая цепочка вулканов расположена вдоль линии с северо-востока на юго-запад. Имеется 2 кратерных озера: одно 300 м в ширину на севере на высоте 730 м, другое — 500 м в ширину на юго-востоке на высоте 690 м. В некоторых реках обитают крокодилы.

## Геология и вулканизм
Большинство лав вулкана, выходящих из главной кальдеры вулкана — старые, в отличие от остальных вулканов Вануату, кальдеры которых молодые или постоянно активны. Локальная зона субдукции составляет 15-25 км. Вулкан активно извергался, начиная с 1841 г. не более 4 раз и то одно извержение под сомнением. Извержения носили умеренный характер взрывного типа. Последний раз извержение состоялось 9 августа 1965 года в северо-западном направлении острова от эпицентра активности, которое закончилось почти год спустя. Вулкан одновременно совпал с активностью близлежащего вулкана Гауа. Состав вулканических пород в основном состоит из андезитов, базальтовых андезитов, базальтов, пикробазальтов, дацитов. В. А. Апродов также указывал, что в почвах присутствуют оливиновые базальты. Считается древним вулканом, который образовался в эпоху плейстоцена. Наиболее древним вулканическим образованием является стратовулкан Нгер Кван. Незначительная активизация фумарольной активности фиксировалась в июле 1991 года между высотами 300 и 400 метров. Тогда горячие воды спускались по склонам на расстояние до 300 метров, при этом температура воды самих фумарол оставалась вполне нормальной — 50 °C. 2 января 2014 года были зафиксированы подземные толчки в 20 км к западу от Вануа-Лава магнитудой 6,6 балов.

## Список вулканических объектов по алфавиту, входящих в комплекс Вануа-Лава
| Название             | Название на английском | Тип                 | Высота (м.) |
| -------------------- | ---------------------- | ------------------- | ----------- |
| Аламбакео            | Amor                   | Стратовулкан        | 296         |
| Венсейоро            | Wensaoro               | Кратер              | 585         |
| Витфордс Сольфатара  | Whitford’s Solfatara   | Фумарола            | н/д         |
| Гентолуг             | Ghentolug              | Стратовулкан        | 309         |
| Джемелкерет          | Gemelkeret             | Кратер              | 806         |
| Квитентаг            | Kwitintog              | Стратовулкан        | 541         |
| Конвонсаваро         | Konwonsavaro           | Кратер              | 730         |
| Лайсесёр             | Liserser               | Стратовулкан        | 620         |
| Нгер Кван            | Ngere Kwon             | Стратовулкан        | 817         |
| Нериантап            | Nereuantop             | Термальный источник | 400         |
| Ов Риг               | Ow Rig                 | Стратовулкан        | 753         |
| Ов Сорлав-ов Плэнмен | Ow Sorlav-Ow Planmen   | Стратовулкан        | 798         |
| Ориа                 | Orir                   | Кратер              | н/д         |
| То Ветам             | Tow Vetam              | Стратовулкан        | 459         |
| То Лизар             | Tow Alesere            | Стратовулкан        | 531         |
| То Лэйв              | Tow Lav                | Стратовулкан        | 946         |
| То Маравриг          | Tow Maravrig           | Кратер              | 603         |
| То Макон             | Tow Markong            | Кратер              | н/д         |
| То Миар              | Tow Mear               | Кратер              | 722         |
| Тувавасаг            | Towawasag              | Стратовулкан        | 310         |
| Тувон Гар            | Towon Gar              | Стратовулкан        | н/д         |
| Улег                 | Ule’eg                 | Стратовулкан        | 595         |
| Френчменс Сольфатара | Frenchmen’s Solfatara  | Фумарола            | 400         |
| Хеллс Гейт           | Hell’s Gate            | Термальный источник | н/д         |
| Ювера                | Uvera’a                | Стратовулкан        | н/д         |